# Türkische Fußballnationalmannschaft (U-18-Junioren)
Die türkische U-18-Fußballnationalmannschaft ist eine Auswahlmannschaft türkischer Fußballspieler. Sie untersteht dem Türkischen Fußball-Bund und repräsentiert diesen auf der U-18-Ebene in Freundschaftsspielen gegen die Auswahlmannschaften anderer nationaler Verbände, aber auch bei den Europameisterschaften des Kontinentalverbandes UEFA. Spielberechtigt sind Spieler, die ihr 18. Lebensjahr noch nicht vollendet haben und die türkische Staatsangehörigkeit besitzen. Bei Turnieren ist das Alter beim ersten Qualifikationsspiel maßgeblich.

## Teilnahme an U-18-Europameisterschaften
- 1981: nicht qualifiziert
- 1982: Gruppenphase
- 1983: Gruppenphase
- 1984: Gruppenphase
- 1986: nicht qualifiziert
- 1988: nicht qualifiziert
- 1990: nicht qualifiziert
- 1992:  Europameister
- 1993:  Vize-Europameister
- 1994: nicht qualifiziert
- 1995: Gruppenphase
- 1996: nicht qualifiziert
- 1997: nicht qualifiziert
- 1998: nicht qualifiziert
- 1999: nicht qualifiziert
- 2000: nicht qualifiziert
- 2001: nicht qualifiziert

## Erfolge
- U-18-Europameister: 1992
- U-18-Vize-Europameister: 1993

## Ehemalige Trainer
- Bilge Tarhan
- Ogün Temizkanoğlu